# Riesenhof
Riesenhof (lb. Riesenhaff) – mała miejscowość (lieu-dit) w zachodnim Luksemburgu, w kantonie Redange, w gminie Rambrouch. Do 3 października 2015 miejscowość leżała w dystrykcie Diekirch, a do 26 lipca 1978 należała do gminy Bigonville. Liczy 18 mieszkańców (31 grudnia 2022). 